# بايك جونسون
بايك جونسون (بالإنجليزية: Pike Johnson)‏ هو لاعب كرة قدم أمريكية أمريكي، ولد في 30 سبتمبر 1896 في East Boston ‏ في الولايات المتحدة، وتوفي في 8 نوفمبر 1985 في ميرديث في الولايات المتحدة.

## وصلات خارجية
- بايك جونسون على موقع مرجع كرة القدم المحترفة.كوم (الإنجليزية)